# Аверкиев, Иван Алексеевич
Иван Алексеевич Аверкиев (1903 — 1967) — сотрудник советских органов охраны правопорядка, начальник УВД Хабаровского края, комиссар милиции 2-го ранга.

## Биография
Родился в семье служащего Варшавской железной дороги. Окончил среднюю школу в Ленинграде и в 1919 поступил продавцом в магазин Петрокоммуны.
В 1920—1922 служил в РККА. С августа 1922 — в органах рабоче-крестьянской милиции: агент, помощник инспектора, инспектор бригады Уголовного розыска Ленинградской городской милиции.
С 1937 — заместитель начальника уголовного розыска Ленинградской городской рабоче-крестьянской милиции.
С 1937 по август 1941 — начальник Уголовного розыска Ленинградской городской рабоче-крестьянской милиции.
С августа 1941 — заместитель начальника Управления милиции г. Ленинграда по уголовному розыску.
С 29 января 1957 по 31 мая 1961 возглавлял Управление внутренних дел исполкома Хабаровского краевого Совета.

### Звания
- Старший лейтенант милиции (7 сентября 1936);
- Майор милиции (5 марта 1942);[3][4]
- Полковник;
- Комиссар милиции 3-го ранга (4 марта 1943);
- Комиссар милиции 2-го ранга (12 марта 1957).

### Награды
- орден Ленина (1946);
- два ордена Красного Знамени (1944, 1945);
- орден Красной Звезды (1942);
- орден Знак Почёта (1937);
- знак «Почётный работник рабоче-крестьянской милиции».